# Ricardo Acedo
Ricardo Acedo Lobatón (Barcelona, 11 de noviembre de 1923-Madrid, 15 de julio de 2016) fue un guionista de cómic español.

## Biografía
Habiendo empezado a trabajar en el cine, Ricardo Acedo escribió guiones para series como Skilled (1948), Dick Tober (1951), Marga, la Hechicera (1954) y Fantasías (1957), ilustradas por Francisco Hidalgo y Ripoll G. en las revistas "Alcotán", "El Coyote" y "Futuro" de Ediciones Cliper. También trabajó para Toray (El mundo futuro) y Bruguera (historietas sueltas para "Sissi", El Capitán Trueno).
Ya en los sesenta, escribió la exitosa Tamar, además de colaborar en colecciones femeninas de Ibero Mundial de Ediciones como "Claro de Luna" (1959), Lilian, Azafata del Aire (1960) y Mary Noticias (1962).
Desde 1980, dio clases en el Instituto Oficial de Radio y Televisión (Actualmente RTVE Instituto . Trabajó en TVE, así como en la televisión pública del Salvador.[cita requerida]

## Obra
| Años | Título                                | Dibujante                           | Tipo                                | Publicación             |
| ---- | ------------------------------------- | ----------------------------------- | ----------------------------------- | ----------------------- |
| 1948 | Skilled                               | Francisco Hidalgo, Rafael Cortiella | Serie                               | El Coyote               |
| 1951 | Dick Tober                            | Francisco Hidalgo                   | Serie                               | Alcotán                 |
| 1953 | Ralph McLane                          | Antonio Bernal                      | Serie                               | A todo color-Aventuras  |
| 1954 | Relatos Fantásticos                   | Ripoll G.                           | Serie                               | Aventurero              |
| 1954 | Marga, la Hechicera                   | Francisco Hidalgo                   | Serie                               | El Coyote               |
| 1955 | Oeste                                 |                                     | Serial, varios episodios            | Toray                   |
| 1955 | César Meteor-Aventuras en el año 2000 | Rafael Cortiella                    | Serial                              | Toray                   |
| 1956 | El Capitán Trueno núm. 26-45          | Ambrós                              | Serial                              | Bruguera                |
| 1957 | Fantasías                             | Ripoll G.                           | Serie                               | Futuro                  |
| 1957 | El pequeño mundo                      | Casanovas                           | Serie                               | Futuro                  |
| 195  | El mundo futuro                       | Jaime Rumeu                         | Serial                              | Toray                   |
| 1959 | Arizona                               | Armando                             | Serial, con Mariano Hispano y Sesén | Toray                   |
| 1959 | Claro de Luna                         |                                     | Serial, varios episodios            | Ibero Mundial           |
| 1960 | Chico y Trilita                       | Francisco Ortega                    | Serie                               | El Capitán Trueno Extra |
| 1960 | Lilian, Azafata del Aire              | Romero, Gómez Esteban, Biosca       | Serial                              | Ibero Mundial           |
| 1961 | Tamar                                 | Borrell                             | Serial                              | Toray                   |
| 1962 | Mary Noticias                         | Carmen Barbará                      | Serial                              | Ibero Mundial           |
| 1964 | Mary Noticias Extra                   | Carmen Barbará                      | Serial                              | Ibero Mundial           |
| 1966 | Novelas Gráficas Clásicas             |                                     | Serial, varios episodios            | Toray                   |